# Samuel Johan Hedborn
Samuel Johan Hedborn, född 14 oktober 1783 i Kolstad, Heda socken,  i Östergötlands län, död 26 december 1849 i Assjö prästgård, Askeryds socken, Jönköpings län i Småland, var en svensk författare, poet, vis- och psalmförfattare.

## Biografi
Samuel Johan Hedborn föddes i ett soldattorp i byn Kolstad på Östgötaslätten och växte upp under mycket fattiga omständigheter. Efter studier i Linköping och därefter vid Uppsala universitet 1806-1809 vigdes han 1809 till präst. Han blev samma år pastoradjunkt i Östergötland, 1812 lärare i Stockholm och 1815 extra ordinarie hovpredikant. 
Hedborn var från 1820 till sin dödkyrkoherde i sin moders hemsocken Askeryd i Linköpings stift. Han ligger begravd på Askeryds kyrkogård under ett ännu bevarat gjutjärnskors.

## Poet och psalmförfattare
I Uppsala och Stockholm blev Samuel Johan Hedborn god vän med många  romantiker, bland annat Atterbom, som också hade sina rötter i Östergötland och norra Småland. Hedborn blev en av Auroraförbundets stiftare och medverkade bland annat i Phosphoros och Poetisk kalender, där han publicerade ett flertal dikter, av vilka Vaggvisa (Ute blåser sommarvind) torde vara hans mest kända. 
1810-14 led Hedborn av depression, som tidvis satte honom ur stånd att sköta sin tjänst. Under denna tid utvecklades han till religiös skald och utgav två samlingar Psalmer (1812-13). Efter en lång tystnad samlade Hedborn sina dikter i Minne och poesi, som inleds av en självbiografi, som mest handlar om hans barndom.
Samuel Johan Hedborns samlade skrifter utgavs med biografi av Per Daniel Amadeus Atterbom i 2 band 1853.
Hedborn finns representerad i Den svenska psalmboken 1986 med originaltexterna till fem verk (nr 120, 132, 329, 347 och 391) samt bearbetning/översättning av en psalm (nr 104).

### Samlingar och urval
- Psalmer 1-2. Stockholm. 1812-1813. Libris 2431654
  -  [Del 1], Psalmer af Samuel Hedborn. 1812. Libris 2431655
  -  [Del 2], Psalmer utgifne af Samuel Hedborn. 1813. Libris 2431656
- Minne och poesi. Linköping: författaren. 1835. Libris 1206851
- Samuel Johan Hedborns samlade skrifter / utgifne av P.D.A. Atterbom. Örebro: Lindh. 1853. Libris 1201033
  -  Band 1. Libris 1201034
  -  Band 2. Libris 1201035
- Sundius-Dahlström, Sigrid; Hedborn Samuel (1916). "Ute blåser sommarvind". Stockholm: Fosterlandsstiftelsen. Libris 1659303
- Svenska mästare. Romantikens mästare, 1 : Atterbom och Hedborn. Stockholm: Saxon & Lindström. 1935. Libris 1704710
- Litteraturbanken: Samuel Hedborn: Dikter, noveller, essäer, etc. som ingår i andra verk

### Psalmer
- Den svenska psalmboken 1819
  - 146 När världens hopp förtvinat stod (1986 nr 347) skriven 1813
  - 158 Av helig längtan hjärtat slår (Mitt hjärta slår så underbart) (1986 nr 391) skriven 1811
  - 243 O säg, min själ, vi du förfäras?, också utgiven av Herzog-Melins 1932, nr 243)
  - 407 Än ett år uti sitt sköte (1937 nr 462), skriven okänt årtal Finns på Wikisource.

- Beseglat är de trognas hopp Finns på Wikisource. vers ur "Gläd dig du helga kristenhet"
- Esaias såg den Allraheligste (1937 nr 605) bearbetat 1811
- Gläd dig, du helga kristenhet (1937 nr 59) skriven 1813
- Gläd dig, du Kristi brud (1986 nr 104) bearbetad 1812 Finns på Wikisource.
- Höga majestät (1986 nr 329) skriven 1812 Finns på Wikisource.
- Nu segrar alla trognas hopp (1986 nr 132) skriven 1811 Finns på Wikisource.
- Se natten flyr för dagens fröjd (1986 nr 120) möjligen originaltext som Johan Olof Wallin bearbetade 1813  Finns på Wikisource.
- Än ett år uti sitt sköte (1937 nr 462) skriven okänt årtal Finns på Wikisource.

### Visor
- Ute blåser sommarvind